# Louis A. Johnson
Louis Arthur Johnson (Roanoke, 10 de janeiro de 1891 – Washington, D.C., 24 de abril de 1966) foi um advogado e político norte-americano que serviu como o segundo Secretário de Defesa dos Estados Unidos na presidência de Harry S. Truman.